# Craft of Scandinavia
Шведський бренд Craft є виробником функціонального спортивного одягу. Компанія розташована в місті Бурос, місті текстильної промисловості на півдні Швеції. Початкова концепція засновника Андерса Бенгтссона полягала в розробці нижньої білизни, що вбирає вологу від шкіри під час фізичної активності — і таким чином гарантує ідеальний мікроклімат. Робота Craft розпочалася з технічних базових ліній і незабаром було розроблено тришаровий принцип з 2-м шаром ізоляції та транспортування вологи до зовнішньої оболонки захисту. Сьогодні компанія пропонує обладнання для всіх видів спорту з тришаровим захистом для бігу, триатлону, велосипедів і бігових лиж.

## Історія
У 1973 році швед Андерс Бенгтссон почав розробляти базовий шар, який транспортує вологу (піт) від шкіри. Він використовував поліефірні волокна, які тільки поглинали мінімум вологи і перенаправляли їх у спеціальну ткацьку конструкцію. Капілярна структура додатково сприяє видаленню вологи, що транспортує піт з шкіри до зовнішньої поверхні одягу, де вона швидко випаровується. Бренд Craft of Sweden був офіційно заснований в 1977 році. Окрім технічного базового, компанія незабаром почала виробляти одяг другого шару (переважно з флісу) та верхній одяг.

## Поглинання компанії
New Wave Group придбала бренд у 1996 році.

## Спонсорство
Craft є офіційним постачальником і спонсором численних футбольних команд, гравців та асоціацій, включаючи:

### Асоціації
- Чемпіонат світу з футболу 2016 року

### Club teams

#### Європа
- Gent
- PS Kemi
- Darmstadt 98
- Dynamo Dresden
- Zwolle
- Hammarby
- Luzern (з 2019 року)

Команда спортсменів Craft включає кілька національних команд, а також індивідуальні спортсмени, такі як Маріт Бьорген, Шарлотта Калла, Рене Поульсен та Кайса Мякяряйнен.
Craft також постачає одяг для велосипедів для професійної команди велосипедистів Orica-BikeExchange.
Спонсоровані заходи: Vasaloppet, Tour de Ski (спонсор презентації), Bike Trans Germany (головний спонсор), Vätternrundan, Tjejmilen та Стокгольмський Халвмаратон.